# 民主主義者連盟
民主主義者連盟（みんしゅしゅぎしゃれんめい、英語：Alliance of Democrats）は、リベラルな中道政党によるゆるやかな国際組織である。アメリカ民主党、欧州民主党、アジア・リベラル民主評議会等が母体となって、2005年に設立され、2012年まで活動した。
アジア・リベラル民主評議会や「アフリカ・カリブ海および太平洋自由民主同盟」のメンバーをはじめとして、自由主義インターナショナルにも同時加盟している政党が少なくない。民主主義者連盟に所属する欧州民主党は、自由主義インターナショナルの欧州自由民主改革党とは欧州自由民主同盟として欧州議会における統一会派を組んでおり、この欧州自由民主同盟も民主主義者連盟に加盟している。
共同議長はフランソワ・バイル、フランチェスコ・ルテッリ、エレン・トーシャーらが務めた。

## 加盟政党

### アジア
- アジア・リベラル民主評議会；アジアにおける国際政党組織
  -  ビルマ連邦国民評議会：ビルマ（ミャンマー）
  -  サム・ランシー党：カンボジア
  -  マレーシア民政運動党：マレーシア
  -  自由党：フィリピン
  -  シンガポール民主党：シンガポール
  -  自由党：スリランカ（左派ナショナリズムのスリランカ自由党とは別組織）
  -  民主党 ： タイ
  -  民主進歩党：台湾
- 民主党 (日本 1998-2016) : 日本
- インド国民会議：インド
- 民主党：中華人民共和国・香港特別行政区
- カディマ：イスラエル
- クルディスタン民主党：イラク
- カザフスタン明るい道民主党：カザフスタン
- モルディブ民主党：モルディブ

### アフリカ
- 民主戦線党：エジプト
- セネガル民主党：セネガル
- 民主同盟：南アフリカ

### ヨーロッパ
- 欧州民主党；ヨーロッパにおける欧州規模の政党
  -  市民変革運動（英語版、フランス語版）：ベルギー
  -  欧州党：キプロス
  -  変革への道：チェコ
  -  民主運動：フランス
  -  イタリア同盟：イタリア
  -  労働党：リトアニア
  -  人民同盟：サンマリノ
  -  　バスク民族主義党：スペインおよびフランスのバスク地方における地域政党
- 欧州自由民主同盟：欧州議会における、欧州自由民主改革党（自由主義インターナショナルに加盟）と欧州民主党の統一会派
- アンドラ自由党：アンドラ
- セルビア民主党：セルビア
- 人民党・民主スロバキア運動：スロバキア
- カタルーニャ民主連合：スペインのカタルーニャ州の地域政党
- 政策ネットワーク：イギリス
- 民主党より選出された欧州議会議員の会：イタリア[4]

### 北アメリカ
- 民主党内の新民主党員連合及び以下の民主党系シンクタンク[4]
  - 民主党国家研究所
  - アメリカの進歩のためのセンター
  - 進歩的政策研究所

### 南アメリカ
- キリスト教民主党：チリ
- 拡大戦線：ウルグアイ

### その他
- アフリカ・カリブ海及び太平洋自由民主同盟：欧州自由民主同盟の該当地域における関連国際組織